# Kubrick Mons
Kubrick Montes (łac. Góry Kubricka) – góry na Charonie, odkryte w 2017 r. przez amerykańską sondę New Horizons i nazwane w 2018 r. przez Międzynarodową Unię Astronomiczną imieniem reżysera Stanleya Kubricka.